# Arrondissement de Doullens
L'arrondissement de Doullens est une ancienne subdivision administrative française du département de la Somme créée le 17 février 1800 et supprimée le 10 septembre 1926. Les cantons furent rattachés à l'arrondissement d'Amiens.

## Composition
Il comprenait les cantons de Acheux-en-Amiénois, Bernaville, Domart-en-Ponthieu et Doullens.

## Sous-préfets
| Période          | Période           | Identité                              | Fonction précédente                                       | Observation                                                               |
| ---------------- | ----------------- | ------------------------------------- | --------------------------------------------------------- | ------------------------------------------------------------------------- |
| 4 avril 1800     | août 1815         | Pierre Antoine Nicolas de Ponticourt  |                                                           |                                                                           |
|                  |                   |                                       |                                                           |                                                                           |
| 2 août 1815      | 12 juillet 1816   | Jean-Baptiste Onfroy de Bréville      | Attaché au cabinet de Molé de Champlatreux                | Nommé sous-préfet de Vitry-le-François                                    |
| 1822             | 1824              | Denis-Charles Godefroy de Ménilglaise | Adjoint au maire de Lille                                 | Nommé sous-préfet de l'arrondissement de Saint-Malo en 1824               |
| 26 août 1830     | 26 juin 1832      | Jean Dausse                           |                                                           | Nommé sous-préfet d'Avesnes                                               |
|                  |                   |                                       |                                                           |                                                                           |
| 9 octobre 1848   | 7 décembre 1849   | Gabriel Cortois de Charnailles        | Sous-préfet d'Orange                                      | Nommé sous-préfet de Boulogne-sur-Mer                                     |
|                  |                   |                                       |                                                           |                                                                           |
| 30 décembre 1877 | 25 août 1888      | Louis Masurier                        |                                                           | Nommé sous-préfet d'Embrun                                                |
| 25 août 1888     | 23 mai 1896       | Marc Morin                            | sous-préfet d'Embrun                                      | Nommé sous-préfet de Saint-Flour                                          |
| 23 mai 1896      | 19 juillet 1898   | Marcellin Pebernad de langautier      |                                                           | Nommé sous-préfet de Lavaur                                               |
| 19 juillet 1898  | 9 septembre 1902  | Louis Fontanès                        | Sous-préfet de Ribérac                                    | Nommé secrétaire général de la préfecture de Maine-et-Loire               |
| 9 septembre 1902 | 10 juin 1909      | Gustave Beaumont                      | Sous-préfet de Loudun                                     | Remplacé et préfet honoraire                                              |
| 10 juin 1909     | 22 mars 1911      | Charles Julien-sauve                  | Secrétaire général de la préfecture de la Savoie          | Nommé sous-préfet de Brest                                                |
| 22 mars 1911     | 27 mars 1915      | Jules Guilbert                        | Sous-préfet de Loudun                                     | Nommé sous-préfet de La Flèche                                            |
| 27 mars 1915     | janvier 1916      | François Caillé                       | Chef de cabinet du préfet de Maine-et-Loire               | Mort en fonction                                                          |
| 27 janvier 1916  | 5 janvier 1917    | Hugues Destailleur                    | Conseiller de préfecture des Vosges                       | Nommé secrétaire général de la préfecture des Deux-Sèvres                 |
| 5 janvier 1917   | 20 mars 1918      | Marie-Lucien Bertrand                 | Sous-préfet de Clamecy                                    | Nommé sous-préfet de Cholet                                               |
| 20 mars 1918     | 2 octobre 1918    | Antoine Lemoine                       | Sous-préfet de Loches                                     | Nommé secrétaire général de la préfecture de l'Aisne                      |
| 7 octobre 1918   | 17 mai 1921       | Yvon Massé                            | Chef du secrétariat particulier du ministre de la justice | Nommé chef adjoint du cabinet du préfet de police                         |
| 17 mai 1921      | 7 décembre 1922   | Henri Maillard                        | Chef adjoint du cabinet du ministre des Régions libérées  | Nommé sous-préfet de Montmédy                                             |
| 7 décembre 1922  | 15 janvier 1926   | Pierre Cler                           |                                                           | Mis en disponibilité sur sa demande                                       |
| 25 février 1926  | 22 septembre 1926 | Pierre Combes                         | Secrétaire général de la préfecture de la Haute-Saône     | Rattaché à la préfecture de la Somme à la fermeture de la sous-préfecture |

## Liens
- Organisation administrative de l'Empire dans l'almanach impérial pour l'année 1810